# 韋西耶貢斯克
58°39′N 37°16′E / 58.650°N 37.267°E
韋西耶貢斯克（俄语：Весьего́нск）是俄羅斯特維爾州東北部的一個城市，位於莫洛加河（雷賓斯克水庫）畔。2002年人口8,662人。
該地於15世紀首見於文獻，1564年建立，1776年建市。